# Norbert Schmitt

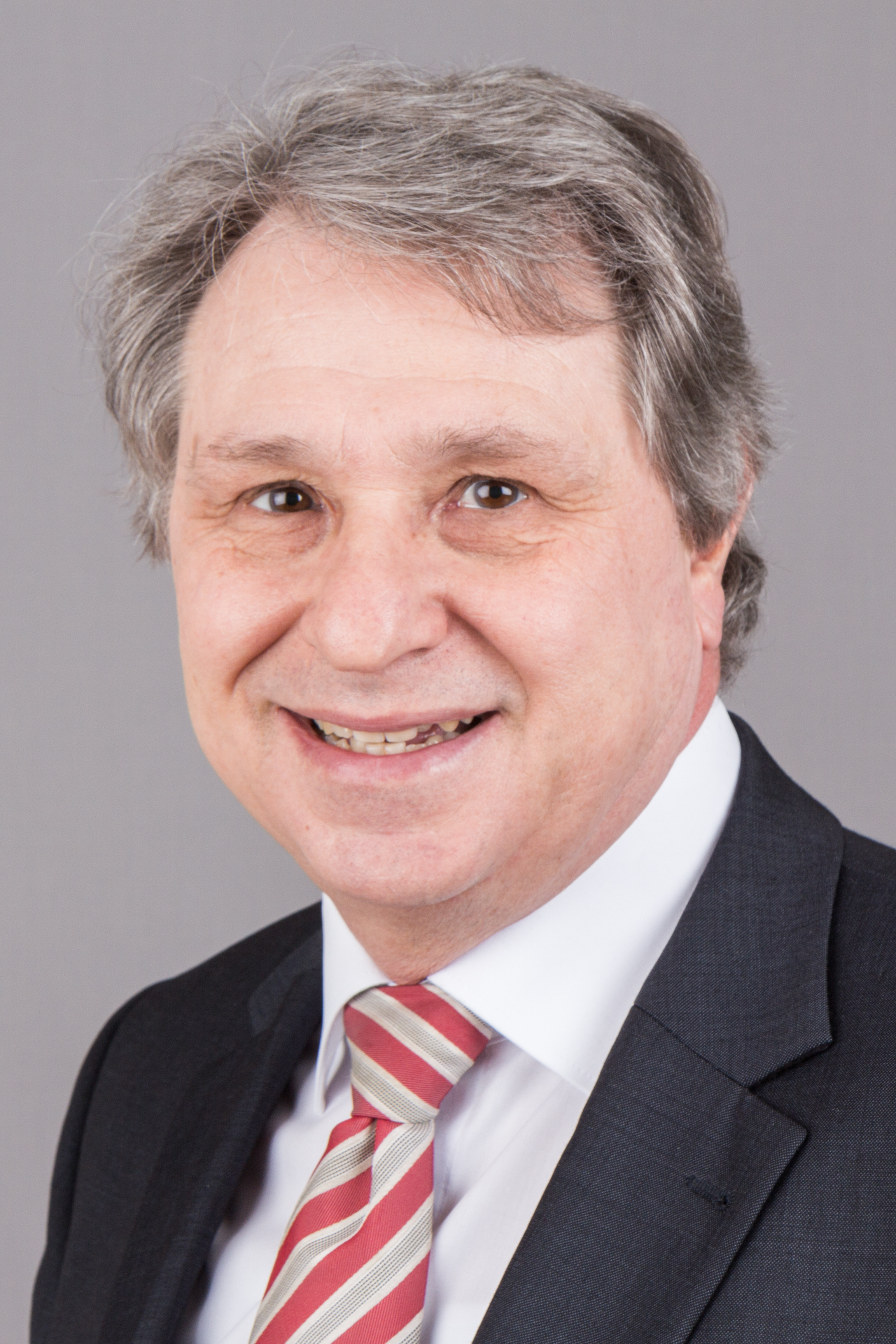
Norbert Schmitt (2016)

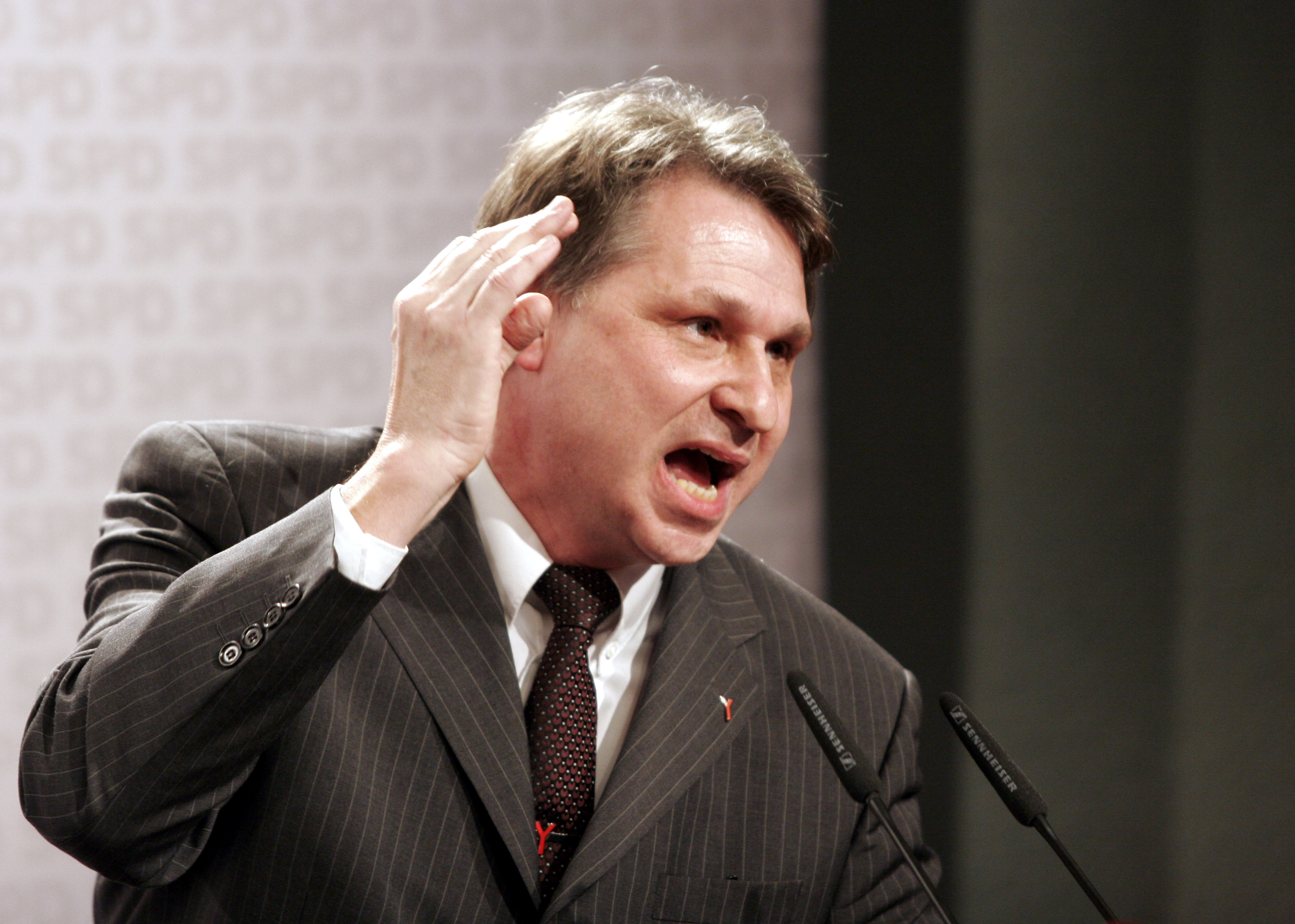
Norbert Schmitt im Wahlkampf (Januar 2008)

Norbert Schmitt (* 11. Juli 1955 in Heppenheim (Bergstraße)) ist ein deutscher Politiker (SPD) und war von 1995 bis 2019 Mitglied des Hessischen Landtags.

## Ausbildung und Beruf
Nach dem Abitur im Jahr 1976 studierte Schmitt Rechtswissenschaften an der Johann-Wolfgang-Goethe-Universität in Frankfurt am Main und schloss dieses 1986 mit dem zweiten juristischen Staatsexamen ab.

## Politik
Schmitts berufliche Karriere begann 1987 bis 1989 als Referent beim Oberbürgermeister der Stadt Offenbach am Main gefolgt von einer Station 1989 bis 1991 als Pressesprecher des Innenministeriums des Saarlandes.
Seit 1973 ist Schmitt Mitglied der SPD und war dort von 1987 bis 1989 Juso-Landesvorsitzender Hessen, von 1991 bis 1997 und von April 2003 bis Oktober 2003 Landesgeschäftsführer der SPD Hessen. Von Oktober 2003 bis Februar 2009 war er Generalsekretär des SPD-Landesverbandes.
Von 1985 bis 1993 und seit 1995 ist er Kreistagsabgeordneter im Landkreis Bergstraße, von 1985 bis 1999 Gemeindevertreter in Lautertal, von 2001 bis 2003 Stadtverordneter in Heppenheim.
Im Hessischen Landtag war Schmitt ab dem 5. April 1995 Mitglied. Er war stellvertretender Vorsitzender des Rechtsausschusses von 5. April 1999 bis 4. April 2003 sowie verschiedener Ausschüsse. Er ist Mitglied im Haushaltsausschuss, Umweltausschuss und Landesschuldenausschuss.
Bei der Landtagswahl in Hessen 2008 am 27. Januar 2008 trat Schmitt für den Wahlkreis Bergstraße West als Direktkandidat an, unterlag jedoch Alexander Bauer, dem Kandidaten der CDU.
Bei der Landtagswahl in Hessen 2013 trat er erneut im Wahlkreis Bergstraße I an. Hier unterlag er wiederum gegen Alexander Bauer. Ihm gelang jedoch der Wiedereinzug in den Landtag über einen Listenplatz der Partei. 
Bei der Landtagswahl in Hessen 2018 trat Schmitt nicht mehr an.
Seit Juni 2024 ist Schmitt Vorsitzender des SPD-Ortsvereins Heppenheim.